# Hyperloop

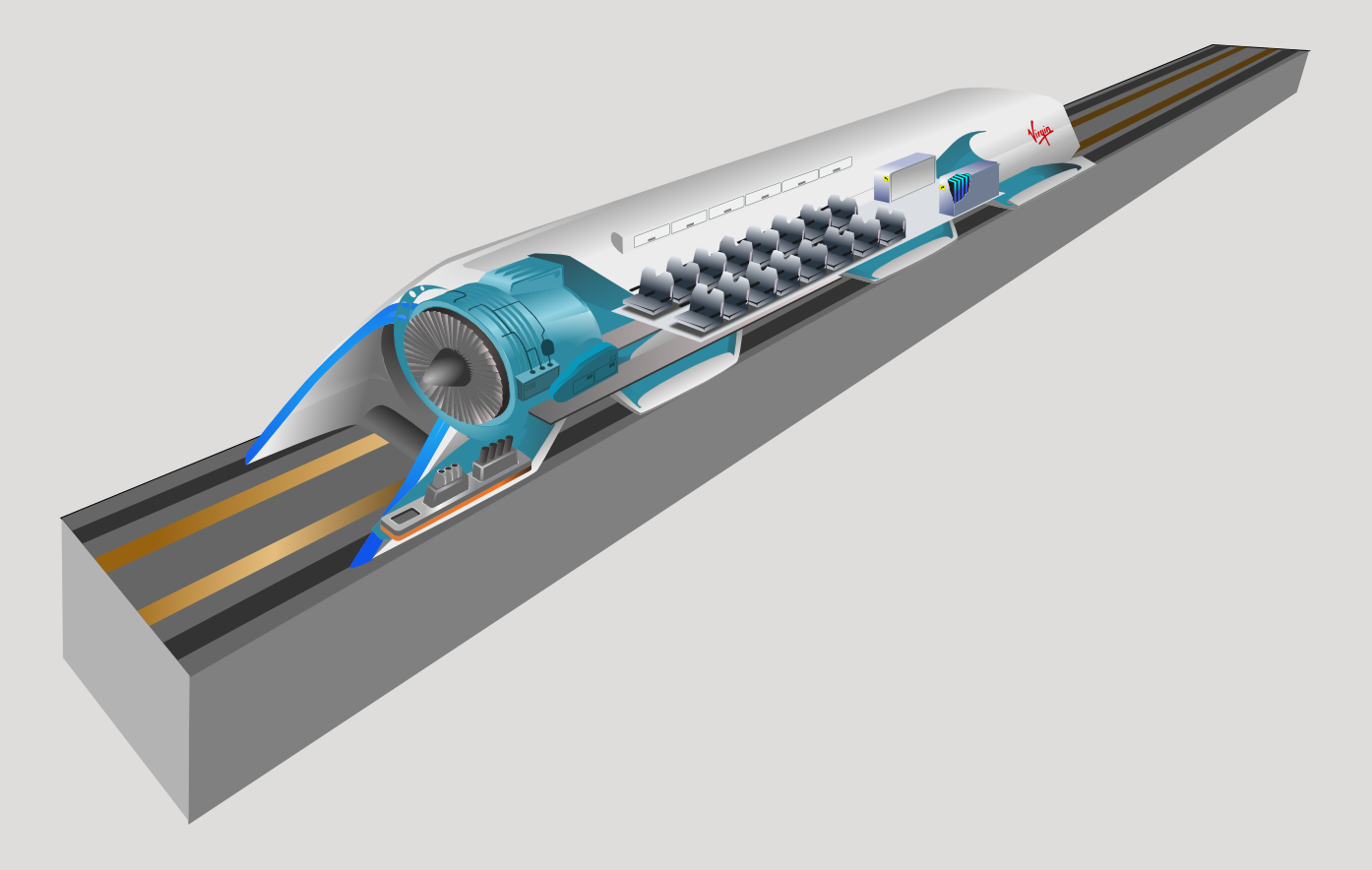
Cách thức hoạt động của công nghệ Hyperloop

Hyperloop là một phương thức vận chuyển hành khách và/hoặc vận chuyển hàng hóa bằng cảm ứng điện từ, lần đầu tiên được sử dụng để mô tả một thiết kế vactrain nguồn mở được phát hành bởi một nhóm chung từ Tesla và SpaceX. Ý tưởng xuất phát từ Robert Goddard, một hyperloop là một hệ thống vận tải được dự định sẽ sử dụng các khoang hoặc thùng chứa di chuyển với tốc độ cao thông qua các đường ống gần như là chân không. Những khoang tàu sẽ nổi lên bằng cách sử dụng các trường điện từ hoặc các "bánh xe" không khí, tương tự như cách băng cần (vật dụng được dùng trong bộ môn hockey có vai trò tương đương quả bóng đá) di chuyển trên sân.
Với ma sát ít, những khoang tàu sẽ có thể di chuyển với tốc độ tối đa là 760 dặm/giờ (339 m/s hoặc hơn 1220 km/h, gần bằng với tốc độ âm thanh).
Khoang tàu sẽ được phóng đi bằng mô tơ điện trước khi các trường điện từ thực hiện vai trò của mình, khi đó chúng sẽ có thể lướt đi với tốc độ cao ở môi trường áp suất thấp. Đường hầm dùng cho Hyperloop sẽ được xây dựng ở trên cao hoặc dưới mặt đất, với đường kính chỉ khoảng 3m, tốn ít diện tích hơn rất nhiều so với đường ray hay đường bộ thông thường.
Nhiều thiết kế hiện tại đang phát triển tính năng khiến các khoang tàu có thể tự khởi chạy với chu kì 20 giây. Ngoài ra cũng có các thiết kế đưa tính năng thân thiện với môi trường lên hàng đầu, cấp năng lượng cho các máy bơm áp suất bằng các loại năng lượng sạch như năng lượng mặt trời.
Phiên bản khái niệm của Elon Musk, lần đầu tiên được đề cập công khai vào năm 2012, kết hợp các ống giảm áp trong đó các viên nang điều áp chạy trên vòng bi điều khiển bằng động cơ cảm ứng tuyến tính và máy nén hướng trục.
Khái niệm Hyperloop Alpha được xuất bản lần đầu tiên vào tháng 8 năm 2013, đề xuất và kiểm tra một tuyến đường chạy từ khu vực Los Angeles đến Khu vực Vịnh San Francisco, gần theo hành lang Xa lộ Liên tiểu bang 5. Bài viết của Hyperloop Genesis đã hình thành một hệ thống hyperloop sẽ đẩy hành khách dọc theo 350 dặm (560 km)  tuyến đường với tốc độ 760 mph (1.220 km/h), cho phép thời gian di chuyển là 35 phút, nhanh hơn đáng kể so với thời gian di chuyển bằng đường sắt hoặc đường hàng không hiện tại. Dự toán sơ bộ cho điều này LA-SF đề nghị tuyến đường được đưa vào dự chi khoảng 6 tỷ đô la Mỹ cho một phiên bản chở khách và khoảng 7,5 tỷ đô la Mỹ cho một phiên bản đường kính lớn hơn một chút vận chuyển hành khách và các loại xe  phân tích giao thông - cho dù bị nghi ngờ rằng hệ thống có thể được xây dựng dựa trên ngân sách đó; Một số nhà phân tích cho rằng Hyperloop sẽ có giá trị hơn vài tỷ đô la, có tính đến chi phí xây dựng, phát triển và vận hành.
Khái niệm Hyperloop đã được rõ ràng là "nguồn mở" bởi Musk và SpaceX, và những người khác đã được khuyến khích lấy ý tưởng và phát triển chúng hơn nữa.
Cuối cùng, một vài công ty đã được thành lập và một số nhóm lãnh đạo sinh viên liên ngành đang làm việc để thúc đẩy công nghệ. SpaceX đã xây dựng một khoảng dài khoảng 1 dặm (1,6 km) subscale ca khúc cho mình cuộc thi thiết kế pod tại trụ sở chính tại Hawthorne, California.
Một số chuyên gia hoài nghi, nói rằng các đề xuất bỏ qua các chi phí và rủi ro khi phát triển công nghệ và ý tưởng này là "hoàn toàn không thực tế". Khiếu nại cũng đã được đưa ra rằng Hyperloop quá dễ bị gián đoạn do mất điện hoặc tấn công khủng bố để được coi là an toàn.

## Lịch sử
Ý tưởng chung về xe lửa hoặc phương tiện giao thông khác đi qua các ống di tản có từ hơn một thế kỷ, mặc dù tuyến đường sắt trong khí quyển chưa bao giờ là một thành công thương mại.
Lần đầu tiên Musk đề cập rằng ông đã suy nghĩ về một khái niệm cho "phương thức vận tải thứ năm", gọi nó là Hyperloop, vào tháng 7 năm 2012 tại một sự kiện PandoD Daily ở Santa Monica, California. Phương thức vận chuyển tốc độ cao giả định này sẽ có các đặc điểm sau: miễn nhiễm với thời tiết, không va chạm, tốc độ gấp đôi máy bay, tiêu thụ điện năng thấp và lưu trữ năng lượng cho hoạt động 24 giờ. Tên Hyperloop đã được chọn vì nó sẽ đi theo vòng lặp. Musk hình dung các phiên bản cao cấp hơn sẽ có thể đi với tốc độ siêu âm. Vào tháng 5 năm 2013, Musk đã ví Hyperloop là "sự giao thoa giữa một chiếc Concorde và một khẩu súng trường và một bàn khúc côn cầu trên không ".
Từ cuối năm 2012 đến tháng 8 năm 2013, một nhóm các kỹ sư của cả Tesla và SpaceX đã làm việc trên mô hình khái niệm của Hyperloop. Một thiết kế hệ thống ban đầu đã được xuất bản trên blog Tesla và SpaceX  mô tả một thiết kế tiềm năng, chức năng, con đường và chi phí của một hệ thống hyperloop. Theo thiết kế alpha, vỏ quả sẽ tăng tốc lên tốc độ bay dần dần sử dụng một mô-tơ điện tuyến tính và lướt trên đường đua của họ trên ổ trục không khí qua ống trên mặt đất trên các cột hoặc dưới mặt đất trong đường hầm để tránh sự nguy hiểm của cửa lớp. Một hệ thống hyperloop lý tưởng sẽ tiết kiệm năng lượng hơn, yên tĩnh và tự chủ hơn so với các phương thức vận chuyển hàng loạt hiện có. Musk cũng đã mời phản hồi để "xem mọi người có thể tìm cách cải thiện nó không". Hyperloop Alpha được phát hành dưới dạng thiết kế nguồn mở. Dấu từ " HYPERLOOP ", áp dụng cho "vận chuyển hàng hóa tốc độ cao trong ống" đã được cấp cho SpaceX vào ngày 4 tháng 4 năm 2017.
In June 2015, SpaceX announced that it would build a 1 dặm (1,6 km) test track to be located next to SpaceX's Hawthorne facility. The track would be used to test pod designs supplied by third parties in the competition.
Đến tháng 11 năm 2015, với một số công ty thương mại và hàng chục đội sinh viên theo đuổi sự phát triển của công nghệ Hyperloop, Tạp chí Phố Wall đã khẳng định rằng "Phong trào Hyperloop", khi một số thành viên không liên quan đến mình, chính thức lớn hơn người đàn ông bắt đầu nó. " 
Nhóm MIT Hyperloop đã phát triển nguyên mẫu Hyperloop pod đầu tiên mà họ đã tiết lộ tại Bảo tàng MIT vào ngày 13 tháng 5 năm 2016. Thiết kế của họ sử dụng hệ thống treo điện động lực để tăng tốc và phanh hiện tại.
Vào ngày 29 tháng 1 năm 2017, khoảng một năm sau giai đoạn một của cuộc thi Hyperloop pod, pod Hyperloop MIT đã trình diễn cuộc chạy Hyperloop áp suất thấp đầu tiên trên thế giới. Trong cuộc thi đầu tiên này, nhóm Đại học Delft đến từ Hà Lan đã đạt được số điểm cạnh tranh tổng thể cao nhất. Giải thưởng cho "nhóm nhanh nhất" và "hiệu suất tốt nhất trong chuyến bay" đã được nhóm TUM Hyperloop (trước đây gọi là WARR Hyperloop) từ Đại học Kỹ thuật Munich (TUM), Đức giành được. Nhóm nghiên cứu từ Viện Công nghệ Massachusetts (MIT) xếp thứ ba chung cuộc trong cuộc thi, được đánh giá bởi các kỹ sư của SpaceX.
Cuộc thi nhóm Hyperloop thứ hai diễn ra từ ngày 25 tháng 8 năm 2017. Tiêu chí đánh giá duy nhất là tốc độ tối đa miễn là nó được theo sau là giảm tốc thành công. TUM Hyperloop từ Đại học Kỹ thuật Munich Lưu trữ ngày 7 tháng 9 năm 2019 tại Wayback Machine đã giành chiến thắng trong cuộc thi bằng cách đạt tốc độ tối đa là 324   km/h (201   mph) và do đó phá vỡ kỷ lục trước đó là 310   km/h cho các nguyên mẫu hyperloop được thiết lập bởi Hyperloop One.

## Lý thuyết và hoạt động

Ấn tượng của nghệ sĩ về một viên nang Hyperloop: Máy nén hướng trục ở phía trước, khoang hành khách ở giữa, khoang chứa pin ở phía sau và ván trượt không khí ở phía dưới

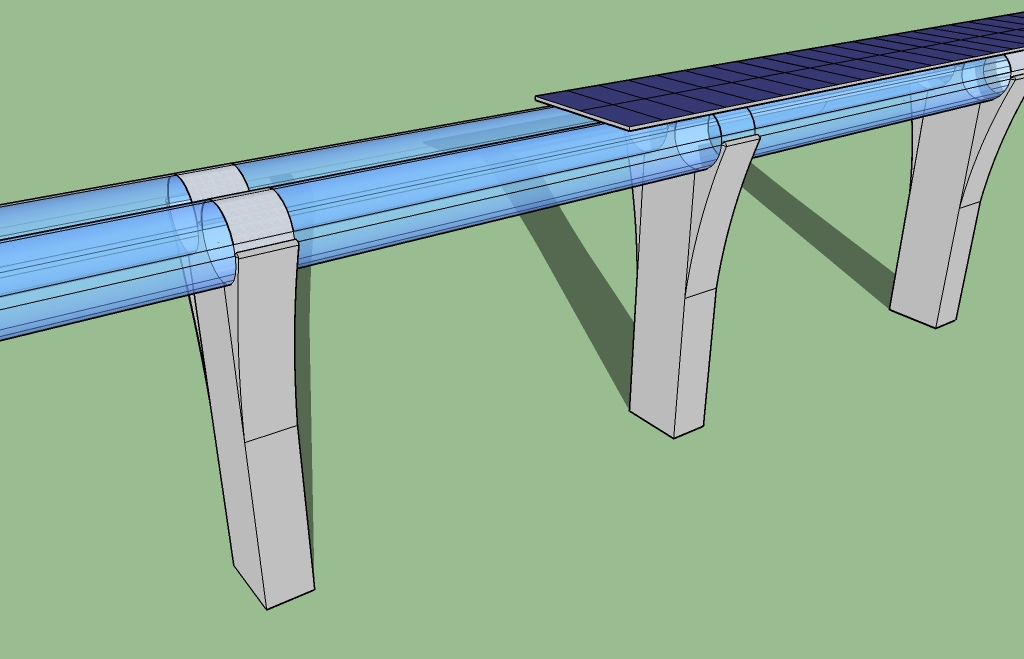
Một bản phác thảo 3D của cơ sở hạ tầng Hyperloop. Các ống thép được hiển thị trong suốt trong hình ảnh này.

Sự phát triển đường sắt tốc độ cao trong lịch sử đã bị cản trở bởi những khó khăn trong việc quản lý ma sát và sức cản không khí,  cả hai đều trở nên đáng kể khi xe đạt tốc độ cao. Các vactrain khái niệm lý thuyết loại bỏ những trở ngại này bằng cách sử dụng từ tính levitating xe lửa trong sơ tán (không có không khí) hoặc ống sơ tán một phần, cho phép tốc độ hàng ngàn dặm mỗi giờ. Tuy nhiên, chi phí cao của maglev và khó khăn trong việc duy trì chân không trên một khoảng cách lớn đã khiến loại hệ thống này không bao giờ được chế tạo. Hyperloop tương tự như một hệ thống vactrain nhưng hoạt động ở mức xấp xỉ 1 millibar (100 Pa) của áp lực.

### Các tuyến đường dự kiến
Một số tuyến đường đã được đề xuất cho các hệ thống Hyperloop đáp ứng các điều kiện khoảng cách gần đúng mà Hyperloop được đưa ra giả thuyết để cung cấp thời gian vận chuyển được cải thiện. Đề xuất lộ trình bao gồm từ đầu cơ được mô tả trong bản phát hành của công ty đến các trường hợp kinh doanh đến các thỏa thuận đã ký.
Hoa Kỳ
Tuyến đường được đề xuất trong tài liệu thiết kế cấp độ alpha 2013 là từ Khu vực Greater Los Angeles đến Khu vực Vịnh San Francisco. Hệ thống khái niệm đó sẽ bắt đầu xung quanh Sylmar, ngay phía nam đèo Tejon, theo Xa lộ Liên tiểu bang 5 về phía bắc và đến gần Hayward ở phía đông của Vịnh San Francisco. Một số chi nhánh được đề xuất cũng được thể hiện trong tài liệu thiết kế, bao gồm Sacramento, Anaheim, San Diego và Las Vegas.
Không có công việc nào được thực hiện trên tuyến đường được đề xuất trong thiết kế alpha của Musk; một lý do được trích dẫn là nó sẽ chấm dứt ở rìa của hai khu vực đô thị lớn (Los Angeles và San Francisco), dẫn đến tiết kiệm đáng kể chi phí xây dựng, nhưng yêu cầu hành khách đi và đến Downtown Los Angeles và San Francisco, và bất kỳ cộng đồng khác ngoài Sylmar và Hayward, để chuyển sang chế độ vận chuyển khác để đến đích cuối cùng của họ. Điều này sẽ kéo dài đáng kể tổng thời gian di chuyển đến những điểm đến đó.
Một vấn đề tương tự đã ảnh hưởng đến du lịch hàng không ngày nay, trong đó trên các tuyến ngắn (như LAX-SFO), thời gian bay chỉ là một phần khá nhỏ trong thời gian di chuyển từ cửa đến cửa. Các nhà phê bình đã lập luận rằng điều này sẽ giảm đáng kể chi phí và/hoặc tiết kiệm thời gian đề xuất của Hyperloop so với dự án Đường sắt cao tốc California sẽ phục vụ các nhà ga trung tâm ở cả San Francisco và Los Angeles. Hành khách đi từ trung tâm tài chính đến trung tâm tài chính được ước tính sẽ tiết kiệm khoảng hai giờ bằng cách lấy Hyperloop thay vì lái toàn bộ quãng đường.
Những người khác đặt câu hỏi về dự báo chi phí cho tuyến đường California được đề xuất. Một số kỹ sư giao thông lập luận vào năm 2013 rằng họ thấy các ước tính chi phí thiết kế cấp độ alpha thấp một cách phi thực tế với quy mô xây dựng và phụ thuộc vào công nghệ chưa được chứng minh. Tính khả thi về công nghệ và kinh tế của ý tưởng này chưa được chứng minh và là một chủ đề tranh luận quan trọng.
Vào tháng 11 năm 2017, Untilo đã công bố kế hoạch cho một hệ thống vận chuyển ô tô maglev từ Aurora, Colorado đến Sân bay Quốc tế Denver, chặng đầu tiên của một hệ thống từ trung tâm thành phố Denver. Hợp đồng của nó mô tả việc hoàn thành chặng đầu tiên vào năm 2021. Vào tháng 2 năm 2018, Hyperloop Transport Technologies đã công bố một kế hoạch tương tự cho một tuyến kết nối giữa Chicago và Cleveland và một tuyến kết nối giữa Washington và Thành phố New York.
Năm 2018, Liên minh Hyperloop Missouri được thành lập giữa Virgin Hyperloop One, Đại học Missouri và công ty kỹ thuật Black &amp; Veatch để nghiên cứu một tuyến đường được đề xuất nối St. Louis, Columbia và Kansas City.
Vào ngày 19 tháng 12 năm 2018, Elon Musk đã công bố một đường hầm dài 3 kilômét (1,9 dặm) bên dưới Los Angeles. Trong bài thuyết trình, một chiếc Tesla Model X đã lái trên đường đua được xác định trước. Theo Musk chi phí cho hệ thống này là 10 triệu đô la Mỹ.
Ấn Độ
Hyperloop Transport Technologies đang trong quá trình ký kết một Thư dự định với Chính phủ Ấn Độ cho một tuyến đường được đề xuất giữa Chennai và Bengaluru. Nếu mọi thứ đi theo kế hoạch, khoảng cách 345   km có thể được bảo hiểm trong 30 phút. HTT cũng đã ký một thỏa thuận với chính phủ Andhra Pradesh để xây dựng dự án Hyperloop đầu tiên của Ấn Độ nối Amaravathi với Vijayawada trong một chuyến đi kéo dài 6 phút.
Vào ngày 22 tháng 2 năm 2018, Hyperloop One đã tham gia MOU (Bản ghi nhớ) với Chính phủ Maharashtra để xây dựng một hệ thống giao thông hyperloop giữa Mumbai và Pune, giúp cắt giảm thời gian di chuyển từ 180 phút hiện tại xuống chỉ còn 20 phút.
DGWHyperloop của Dinclix GroundWorks có trụ sở tại Indore ủng hộ hành lang Hyperloop giữa Mumbai và Delhi, qua Indore, Kota và Jaipur.
Ở nơi khác
Nhiều tuyến Hyperloop đang hoạt động hiện đang được lên kế hoạch nằm ngoài Hyperloop One của Hoa Kỳ đã xuất bản trường hợp kinh doanh chi tiết đầu tiên trên thế giới trong 500 kilômét (310 mi)  tuyến giữa Helsinki và Stockholm, tuyến đường hầm dưới biển Baltic để kết nối hai thủ đô trong vòng dưới 30 phút. Hyperloop One cũng đang được tiến hành tốt trong một nghiên cứu khả thi với DP World để di chuyển các container từ Cảng Jebel Ali ở Dubai. Hyperloop One vào ngày 8 tháng 11 năm 2016, đã công bố một nghiên cứu khả thi mới với Cơ quan Giao thông và Đường bộ của Dubai cho các tuyến hành khách và vận chuyển hàng hóa nối Dubai với Các Tiểu vương quốc Ả Rập Thống nhất. Hyperloop One cũng đang làm việc trên các tuyến hành khách ở Moscow  và một Hyperloop chở hàng để kết nối Hunchun ở phía đông bắc Trung Quốc với Cảng Zarubino, gần Vladivostok và biên giới Bắc Triều Tiên ở Viễn Đông của Nga. Vào tháng 5 năm 2016, Hyperloop One đã khởi động Thử thách toàn cầu của họ với lời kêu gọi đề xuất toàn diện về các mạng hyperloop trên toàn thế giới. Vào tháng 9 năm 2017, Hyperloop One đã chọn 10 tuyến trong số 35 đề xuất mạnh nhất: Toronto - Montreal, Cheyenne - Denver - Pueblo, Miami - Orlando, Dallas - Laredo - Houston, Chicago - Columbus - Pittsburgh, Mexico City - Guadalajara, Edinburgh - London, Glasgow - Liverpool, Bengaluru - Chennai và Mumbai - Chennai.
Những người khác đã đưa ra các tuyến châu Âu, bao gồm một tuyến từ Paris đến Amsterdam do Delft Hyperloop đề xuất. Một nhóm Đại học Công nghệ Warsaw đang đánh giá các tuyến đường tiềm năng từ Cracow đến Gdańsk trên khắp Ba Lan do Hyper Ba Lan đề xuất.
TransPod đang khám phá khả năng các tuyến Hyperloop sẽ kết nối Toronto và Montreal, Toronto đến Windsor, và Calgary đến Edmonton. Toronto và Montreal, các thành phố lớn nhất ở Canada, hiện được kết nối bởi Ontario Highway 401, đường cao tốc nhộn nhịp nhất ở Bắc Mỹ. Trong tháng 3 năm 2019, Giao thông vận tải Canada ủy nghiên cứu của Hyperloop, vì vậy nó có thể được “thông tin tốt hơn về kỹ thuật, hoạt động, kinh tế, an toàn, và các khía cạnh pháp lý của Hyperloop và hiểu các yêu cầu xây dựng của nó và tính khả thi thương mại.” 
Hyperloop Transport Technologies (HTT) được cho là đã ký một thỏa thuận với chính phủ Slovakia vào tháng 3 năm 2016 để thực hiện các nghiên cứu về tác động, với các liên kết tiềm năng giữa Bratislava, Vienna và Budapest, nhưng không có sự phát triển nào kể từ đó. Vào tháng 1 năm 2017, HTT đã ký một thỏa thuận để khám phá tuyến đường Bratislava - Brno - Prague ở Trung Âu.
Năm 2017, SINTEF, tổ chức nghiên cứu độc lập lớn nhất ở Scandinavia, tuyên bố họ đang xem xét xây dựng phòng thí nghiệm thử nghiệm cho Hyperloop ở Na Uy.
Một thỏa thuận đã được ký kết vào tháng 6 năm 2017 để hợp tác phát triển một dòng hyperloop giữa Seoul và Busan ở Hàn Quốc.

### Tiến hóa thiết kế nguồn mở
Vào tháng 9 năm 2013, Ansys Corporation đã thực hiện các mô phỏng động lực học chất lỏng tính toán để mô hình hóa khí động học của viên nang và lực cắt ứng suất mà viên nang sẽ phải chịu. Mô phỏng cho thấy thiết kế viên nang sẽ cần được định hình lại đáng kể để tránh tạo ra luồng khí siêu âm, và khoảng cách giữa thành ống và viên nang sẽ cần phải lớn hơn. Nhân viên của Ansys, Sandeep Sovani, cho biết mô phỏng cho thấy Hyperloop có những thách thức nhưng ông tin chắc rằng điều đó là khả thi.
Vào tháng 10 năm 2013, nhóm phát triển của khung phần mềm OpenMDAO đã phát hành một mô hình nguồn mở khái niệm chưa hoàn thành về các bộ phận của hệ thống động lực của Hyperloop. Nhóm nghiên cứu đã khẳng định rằng mô hình đã chứng minh tính khả thi của khái niệm này, mặc dù ống sẽ cần phải là 4 mét (13 ft)  đường kính, lớn hơn đáng kể so với dự kiến ban đầu. Tuy nhiên, mô hình của nhóm không phải là mô hình hoạt động thực sự của hệ thống động lực, vì nó không tính đến một loạt các yếu tố công nghệ cần thiết để chế tạo Hyperloop dựa trên khái niệm của Musk và đặc biệt không có ước tính đáng kể về trọng lượng thành phần.
Vào tháng 11 năm 2013, MathWorks đã phân tích tuyến đường được đề xuất và kết luận rằng tuyến đường này chủ yếu khả thi. Phân tích tập trung vào khả năng tăng tốc của hành khách và độ lệch cần thiết so với đường công cộng để giữ cho gia tốc hợp lý; nó đã nhấn mạnh rằng việc duy trì một quỹ đạo dọc theo I-580 ở phía đông San Francisco với tốc độ theo kế hoạch là không thể nếu không có sự sai lệch đáng kể vào các khu vực đông dân cư.
Vào tháng 1 năm 2015, một bài báo dựa trên mô hình nguồn mở của NASA OpenMDAO đã nhắc lại sự cần thiết của một ống có đường kính lớn hơn và tốc độ hành trình giảm xuống gần Mach 0,85. Nó khuyến nghị loại bỏ các bộ trao đổi nhiệt trên tàu dựa trên các mô hình nhiệt về sự tương tác giữa chu kỳ máy nén, ống và môi trường xung quanh. Chu trình nén sẽ chỉ đóng góp 5% nhiệt được thêm vào ống, với 95% nhiệt được quy cho bức xạ và đối lưu vào ống. Hình phạt về trọng lượng và thể tích của các bộ trao đổi nhiệt trên tàu sẽ không có giá trị lợi ích nhỏ, và bất kể nhiệt độ ở trạng thái ổn định trong ống sẽ chỉ đạt 30–40 °F (17–22 °C) trên nhiệt độ môi trường.
Theo Musk, các khía cạnh khác nhau của Hyperloop có các ứng dụng công nghệ cho các lợi ích khác của Musk, bao gồm vận chuyển bề mặt trên Sao Hỏa và động cơ phản lực điện.
Các nhà nghiên cứu liên kết với bộ phận Hàng không và Du hành vũ trụ của MIT đã công bố nghiên cứu vào tháng 6 năm 2017 đã xác minh thách thức của thiết kế khí động học gần giới hạn Kantrowitz đã được lý thuyết hóa trong khái niệm thiết kế SpaceX Alpha ban đầu được phát hành năm 2013.
Vào năm 2017, Tiến sĩ Richard Geddes và những người khác đã thành lập Đối tác nghiên cứu nâng cao Hyperloop để hoạt động như một cơ sở thanh toán bù trừ các báo cáo và dữ liệu về miền công cộng của Hyperloop.

### Sao Hỏa
Theo Musk, Hyperloop sẽ hữu ích trên Sao Hỏa vì không cần ống vì bầu khí quyển của Sao Hỏa có mật độ khoảng 1% của Trái đất ở mực nước biển. Để khái niệm Hyperloop hoạt động trên Trái đất, cần có ống áp suất thấp để giảm sức cản không khí. Tuy nhiên, nếu chúng được chế tạo trên Sao Hỏa, sức cản không khí thấp hơn sẽ cho phép Hyperloop được tạo ra mà không có ống, chỉ có một đường ray.

## Công ty Hyperloop

### Virgin Hyperloop
Virgin Hyperloop One (trước đây là Hyperloop One, và trước đó, Hyperloop Technologies)  được thành lập vào năm 2014 và đã xây dựng một nhóm gồm hơn 280,  bao gồm các kỹ sư, kỹ thuật viên, thợ hàn và thợ máy. Nó đã huy động được hơn 160 million đô la Mỹ vốn từ các nhà đầu tư bao gồm DP World, Sherpa Capital, Formation 8, 137 mạo hiểm, đầu tư mạo hiểm Caspian, Fast Digital, GE mạo hiểm và SNCF.
Hyperloop One được thành lập bởi Shervin Pishevar và Brogan BamBrogan. BamBrogan rời công ty vào tháng 7 năm 2016, cùng với ba trong số các thành viên sáng lập khác của Untilo. Hyperloop One sau đó đã chọn Josh Giegel, cựu kỹ sư của SpaceX, làm người đồng sáng lập.
Hyperloop One có một Cơ sở Đổi mới 75.000 feet vuông ở trung tâm thành phố LA và một cửa hàng dụng cụ và máy móc 100.000 mét vuông ở Bắc Las Vegas. Vào năm 2017, nó đã hoàn thành Vòng phát triển 500m (DevLoop) ở Bắc Las Vegas, Nevada.
On ngày 11 tháng 5 năm 2016, Hyperloop Một tiến hành thử nghiệm trực tiếp đầu tiên của công nghệ Hyperloop, chứng minh rằng động cơ điện tùy chỉnh tuyến tính của nó có thể thúc đẩy một chiếc xe trượt tuyết 0-110 dặm một giờ chỉ trong vòng một giây. Gia tốc đạt khoảng 2,5 g trên xe trượt tuyết. Chiếc xe trượt tuyết đã dừng lại ở cuối bài kiểm tra bằng cách đâm vào một đống cát ở cuối đường đua, vì bài kiểm tra không nhằm kiểm tra các bộ phận phanh.
Vào tháng 7 năm 2016, Hyperloop One đã phát hành một nghiên cứu sơ bộ cho thấy kết nối Hyperloop giữa Helsinki và Stockholm sẽ khả thi, giảm thời gian di chuyển giữa các thành phố xuống còn nửa giờ. Chi phí xây dựng được Hyperloop One ước tính vào khoảng 19 billion € (21 billion đô la Mỹ theo tỷ giá hối đoái năm 2016).
Vào tháng 8 năm 2016, Hyperloop One đã công bố một thỏa thuận với nhà khai thác cảng lớn thứ ba thế giới, DP World, để phát triển hệ thống giảm tải hàng hóa tại cảng Jebel Ali hàng đầu của DP World ở Dubai. Hyperloop One cũng đã đột phá trên DevLoop, đường thử nghiệm Hyperloop quy mô đầy đủ của nó.
Vào tháng 11 năm 2016, Hyperloop One tiết lộ rằng họ đã thiết lập mối quan hệ nhóm làm việc cấp cao với chính phủ Phần Lan và Hà Lan để nghiên cứu khả năng xây dựng các trung tâm hoạt động của Hyperloop tại các quốc gia đó. Hyperloop One cũng có một nghiên cứu khả thi đang được tiến hành với Cơ quan Giao thông và Đường bộ của Dubai cho các hệ thống hành khách ở UAE. Các nghiên cứu khả thi khác đang được tiến hành ở Nga, Los Angeles và Hà Lan.
Vào ngày 12 tháng 5 năm 2017, Hyperloop One đã thực hiện thử nghiệm Hyperloop toàn diện đầu tiên của mình, trở thành công ty đầu tiên trên thế giới thử nghiệm Hyperloop toàn diện. Các thành phần Hyperloop tích hợp thử nghiệm trên toàn hệ thống bao gồm chân không, lực đẩy, bay lên, xe trượt tuyết, hệ thống điều khiển, ống và cấu trúc.
Vào ngày 12 tháng 7 năm 2017, công ty đã tiết lộ hình ảnh của nguyên mẫu pod thế hệ đầu tiên, sẽ được sử dụng tại địa điểm thử nghiệm DevLoop ở Nevada để thử nghiệm khí động học.
Vào ngày 12 tháng 10 năm 2017, công ty đã nhận được "khoản đầu tư đáng kể" từ người sáng lập Virgin Group Richard Branson, dẫn đến một thương hiệu đổi tên.
Vào tháng 2 năm 2018, Richard Branson của Virgin Hyperloop One tuyên bố rằng ông đã có thỏa thuận sơ bộ với chính quyền bang Maharashtra của Ấn Độ để xây dựng Hyperloop Mumbai-Pune.
Năm 2019, một quan hệ đối tác đã được hình thành giữa Virgin Hyperloop One, Đại học Missouri và công ty kỹ thuật Black &amp; Veatch để điều tra một Hyperloop Missouri.
Vào tháng 3 năm 2019, thống đốc bang Missouri Mike Parson đã tuyên bố thành lập một bảng điều khiển "Dải băng màu xanh" để kiểm tra các chi tiết cụ thể về tài trợ và xây dựng của Hyperloop Missouri. Tuyến đường sẽ kết nối các trích dẫn lớn nhất của Missouri bao gồm St. Louis, Kansas City và Columbia. Điều này xuất hiện sau một nghiên cứu khả thi năm 2018 cho thấy tuyến đường khả thi, nghiên cứu đầu tiên như vậy ở Hoa Kỳ.
Vào tháng 6 năm 2019, một quan hệ đối tác với Trường Sam Fox thuộc Đại học Washington của St. Louis đã được công bố để điều tra thêm về các đề xuất khác nhau cho Missouri Hyperloop.

### Công nghệ vận chuyển Hyperloop
Hyperloop Transport Technologies (HTT) là công ty Hyperloop đầu tiên được thành lập (thành lập năm 2013), với lực lượng lao động hiện tại gồm hơn 800 kỹ sư và chuyên gia trên khắp thế giới . Một số cộng tác bán thời gian; những người khác là nhân viên toàn thời gian và đóng góp. Một số thành viên là nhân viên được trả lương toàn thời gian; những người khác làm việc để đổi lấy tiền lương và lựa chọn cổ phiếu.
Sau đề xuất khái niệm Hyperloop của Musk vào năm 2012, Dirk Ahlborn, người sáng lập Jumpstarter, Inc đã đặt một 'lời kêu gọi hành động' trên nền tảng Jumpstarter của mình. Jumpstarter bắt đầu tập hợp các nguồn lực và tích lũy 420 người đáng kinh ngạc cho đội.
Vào tháng 6 năm 2018, Bộ Cơ sở hạ tầng của Ukraine đã đạt được thỏa thuận với Hyperloop Transport Technologies để phát triển công nghệ vận chuyển chân không tốc độ cao tại Ukraine. Theo Bộ trưởng, Volodymyr Omelyan, một nghiên cứu và phát triển trung tâm doanh sẽ được tạo ra ở Kiev hoặc Dnipro, mà sẽ không chỉ làm việc trên Hyperloop nhưng mới “vật liệu và linh kiện cho hệ thống giao thông hiện đại.” 

### Công Ty Ngừng Hoạt Động
Vào ngày 21 tháng 12 năm 2023, đã được thông báo rằng công ty sẽ ngừng hoạt động vào ngày 31 tháng 12 năm 2023 do một số yếu tố bao gồm thách thức tài chính, lãi suất cao, sự hỗ trợ và ủng hộ ban đầu, cũng như sự thất bại trong việc đảm bảo bất kỳ hợp đồng nào để xây dựng một hệ thống Hyperloop hoạt động. Công ty đã bắt đầu bán tài sản của mình và sa thải những nhân viên còn lại. Toàn bộ tài sản trí tuệ của công ty sẽ được chuyển giao cho cổ đông lớn của mình, nhà điều hành cảng lớn DP World của Dubai.